# Mazocraeidea
Ordre
Les Mazocraeidea sont un ordre de vers plats de la classe des Monogenea et de la sous-classe des Polyopisthocotylea.
Les espèces de Mazocraeidea sont généralement des parasites de branchies de poissons.

## Liste des sous-ordres
Selon BioLib (14 janvier 2023) :
- Discocotylinea
- Mazocraeinea
- Microcotylinea

## Liste des familles
Selon World Register of Marine Species (14 janvier 2023) :
- Allodiscocotylidae Tripathi, 1959
- Allopyragraphoridae Yamaguti, 1953
- Anchorophoridae Bychowsky & Nagibina, 1958
- Axinidae Monticelli, 1903
- Bychowskicotylidae Lebedev, 1969
- Chauhaneidae Euzet & Trilles, 1960
- Diclidophoridae Cerfontaine, 1895
- Diplozoidae Palombi, 1949
- Discocotylidae Price, 1936
- Gastrocotylidae Price, 1943
- Gotocotylidae Yamaguti, 1963
- Heteraxinidae Unnithan, 1957
- Heteromicrocotylidae Unnithan, 1961
- Hexostomatidae Price, 1936
- Macrovalvitrematidae Yamaguti, 1963
- Mazocraeidae Price, 1936
- Mazoplectidae Mamaev & Slipchenko, 1975
- Megamicrocotylidae Mamaev, 1990
- Microcotylidae Taschenberg, 1879
- Monaxinoididae Mamaev, 1990
- Octolabeidae Yamaguti, 1963
- Octomacridae Yamaguti, 1963
- Paramonaxinidae Mamaev, 1990
- Plectanocotylidae Monticelli, 1903
- Protomicrocotylidae Johnston & Tiegs, 1922
- Pseudodiclidophoridae Yamaguti, 1965
- Pterinotrematidae Bychowsky & Nagibina, 1959
- Pyragraphoridae Yamaguti, 1963
- Rhinecotylidae Lebedev, 1979
- Thoracocotylidae Price, 1936